# Animal Army
«Animal Army» es una canción de Babylon Zoo, lanzado como segundo sencillo de su álbum debut The Boy with the X-Ray Eyes. El sencillo fue lanzado en abril de 1996 y alcanzó el puesto #17 en el UK Singles Chart. Después de "Spaceman" que había estado en el puesto #1 en Grecia durante 9 semanas, ahora había sido destituido por "Animal Army", dijo Jas Mann en una entrevista.

## Lista de canciones
CD Promo sencillo  1996 EMI (CDEMDJ 425)
1. «Animal Army» (7" Edit) - 3.58

CD sencillo (tiene datos idénticos al vinilo de 12")  1996 EMI (CDEM 425)
1. «Animal Army» (7" Edit) 3.58
2. «Animal Army» (Arthur Plays With Animals) 10.47
3. «Animal Army» (Babylon Bass Mix) 6.54
4. «Animal Army» (Arthur Dubs With Animals) 10.58

## Videoclip
El vídeo muestra a Jas Mann bailando con animales en una marcha por las calles de una ciudad sin nombre. En ese momento, era uno de los vídeos musicales más caro jamás producido.
- Datos: Q4764761